# Éric Winogradsky
Éric Winogradsky (* 22. April 1966 in Neuilly-sur-Seine) ist ein ehemaliger französischer Tennisspieler.

## Leben
Winogradsky spielte 1983 bis 1984 auf der ITF Junior Tour und erreichte beim Juniorenturnier der Wimbledon Championships 1984 unter anderem durch einen Sieg über Patrick McEnroe das Viertelfinale, wo er Brad Pearce unterlegen war. Seinen ersten Auftritt auf der ATP Tour hatte er im März 1985, bei seiner ersten Profiteilnahme in Wimbledon im selben Jahr schied er bereits in der ersten Qualifikationsrunde aus. Erfolge konnte er vor allem im Doppel feiern, einen ersten Achtungserfolg verbuchte er 1986 im heimischen Metz, wo er mit seinem Partner François Errard bis ins Halbfinale vorstiess. An der Seite von Nathalie Herreman erreichte er im Mixed das Achtelfinale der French Open. 1987 war er zunächst mit wechselnden Partnern auf der ATP Challenger Tour unterwegs. Bei den French Open gelang ihm im Einzel ein unerwarteter Außenseiter-Zweitrundensieg über Stefan Edberg. Das Jahr 1988 verlief wenig erfolgreich, sein bestes Ergebnis hatte er im Einzel, als er in Brüssel im Viertelfinale gegen Patrik Kühnen unterlag.
Seine erfolgreichsten Jahre sollten 1989 und 1990 werden. Beim Doppelwettbewerb der French Open 1989 zog er an der Seite von Mansour Bahrami sensationell ins Finale ein, wobei sie bis zum Finale auf keine einzige gesetzte Paarung trafen. Der Titel ging letztlich nach vier Sätzen an die an Nummer 4 gesetzten US-Amerikaner Jim Grabb und Patrick McEnroe. Mit Bahrami gelang Winogradsky im Oktober 1989 sein erster Titelgewinn. Im selben Jahr gewann er seinen einzigen Einzeltitel beim Challenger-Turnier in Valkenswaard. Seinen zweiten und letzten ATP-Doppeltitel errang er 1990 mit Javier Sánchez in Kitzbühel. In den darauf folgenden Jahren spielte er wieder auf der ATP Challenger Tour sowie unterklassigen Satellite-Turnieren. 1991 gelang ihm sein letzter erwähnenswerter Erfolg, als er an der Seite von David Rikl die Doppelkonkurrenz des Challenger-Turniers von Sevilla gewinnen konnte. Sein letztes Turnier waren die Miami Masters im März 1994, wo er in der Qualifikation klar mit 0:6 und 1:6 an Roger Smith scheiterte.
Im Laufe seiner Karriere konnte er zwei Doppeltitel erringen. Seine höchste Notierung in der Tennis-Weltrangliste erreichte er 1987 mit Position 89 im Einzel sowie 1990 mit Position 17 im Doppel. Sein bestes Einzelergebnis bei einem Grand-Slam-Turnier war das Erreichen der dritten Runde der French Open 1987. In der Doppelkonkurrenz erreichte er das Finale der French Open 1989. In Wimbledon 1989 sowie bei den Australian Open 1990 stand er zudem im Achtelfinale der Doppelkonkurrenz, zudem stand er im Mixed im Achtelfinale der French Open 1986.
Winogradsky spielte 1986 seine einzige Partie für die Französische Davis-Cup-Mannschaft. Beim Finale der Europagruppe gewann er an der Seite von Thierry Tulasne beim 4:1 das Doppel gegen die Österreichische Davis-Cup-Mannschaft.
Winogradsky war nach dem Ende seiner Profikarriere als Tennistrainer tätig. So übernahm er den damals 18-jährigen Jo-Wilfried Tsonga und führte ihn bis ins Finale der Australian Open 2008. 2011 trennten sich die beiden nach siebenjähriger Zusammenarbeit einverträglich.

## Erfolge
| Legende                       |
| Grand Slam                    |
| Tennis Masters Cup            |
| ATP Masters Series            |
| ATP International Series Gold |
| ATP International Series (2)  |
| ATP Challenger Tour (2)       |

### Einzel
| Nr. | Datum             | Turnier      | Belag   | Finalgegner   | Ergebnis      |
| --- | ----------------- | ------------ | ------- | ------------- | ------------- |
| 1.  | 19. November 1989 | Valkenswaard | Teppich | Markus Zoecke | 3:6, 6:3, 6:4 |

### Doppel
| Nr. | Datum           | Turnier       | Belag   | Partner         | Finalgegner                  | Ergebnis      |
| --- | --------------- | ------------- | ------- | --------------- | ---------------------------- | ------------- |
| 1.  | 9. Oktober 1989 | ATP Toulouse  | Teppich | Mansour Bahrami | Todd Nelson Roger Smith      | 6:2, 7:6      |
| 2.  | 30. Juli 1990   | ATP Kitzbühel | Sand    | Javier Sánchez  | Francisco Clavet Horst Skoff | 7:6, 6:2      |
| 3.  | 30. Juni 1991   | Sevilla       | Sand    | David Rikl      | Josef Čihák Tomáš Zdražila   | 6:1, 6:7, 6:3 |